# 生命之光會堂

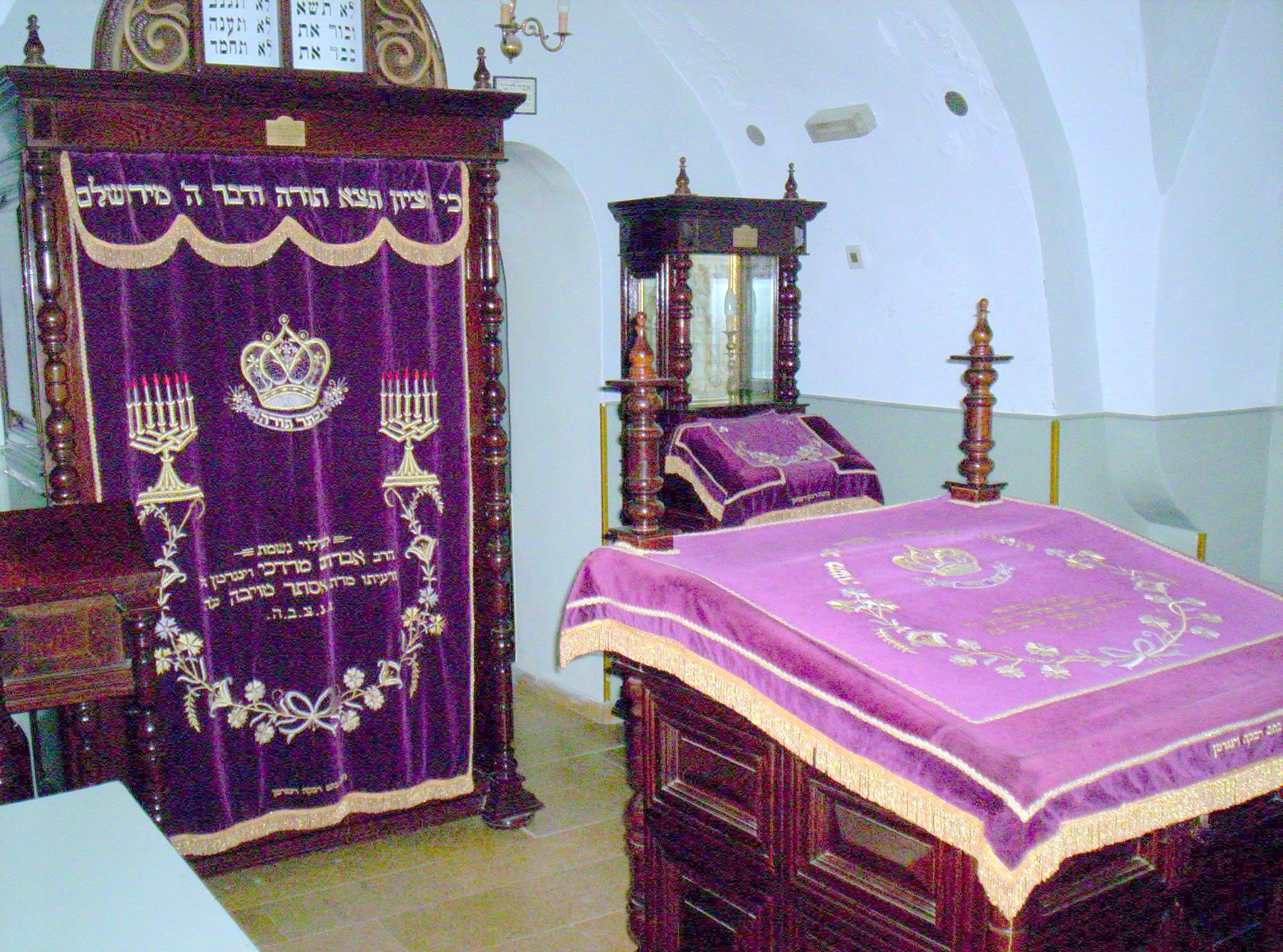
猶太會堂的內部

生命之光猶太會堂（希伯來語：‎）是位於以色列耶路撒冷舊城亞美尼亞區的一座猶太會堂。生命之光猶太會堂位於一座建築的頂層，而這座建築也是阿里猶太會堂的所在地。這座猶太會堂由塞法迪猶太人創建，但最後成為阿什肯納茲猶太人的宗教場所。

## 外部連結
- Jewish Quarter Jerusalem: Ohr HaChaim Synagogue

31°46′30.58″N 35°13′48.69″E / 31.7751611°N 35.2301917°E